# Druhé obléhání Albazinu
Druhé obléhání Albazinu v letech 1686–1687 bylo jednou z epizod boje o Poamuří mezi Ruskem a mandžuskou říší Čching v rámci rusko-čchingského konfliktu táhnoucího se od počátku 50. do konce 80. let 17. století.
V Albazinském ostrohu, sídlu stejnojmenného vojevodství a hlavní opoře ruské moci na Amuru, byl oddíl ruských kozáků vedený vojevodou Alexejem Tolbuzinem s ruskými rolníky, lovci a řemeslníky v červnu 1685 obležen čchingskou armádou vojevůdce Langtana. Kvůli převaze nepřítele se Rusové po dvou týdnech vzdali. Čchingové se však neočekávaně stáhli.
Po několika týdnech byl Albazin Rusy znovuobsazen. Namísto na Sibiři běžné palisády byl silně opevněn zemními valy, odolnými vůči dělostřelectvu. Soustředila se v něm silná posádka, více než 800 mužů. V létě 1686 Čchingové reagovali novým obležením. Rusové se tentokrát úporně bránili, odolali několika útokům a naopak při výpadech poškodili nepřátelské vojsko. S příchodem zimy a kvůli vyčerpání obou stran boje ztratily na intenzitě a v prosinci 1686, po uzavření příměří mezi Ruskem a říší Čching, ustaly úplně. Obléhatelé pak umožnili obráncům doplnění zásob.
Obě strany měly značné ztráty, Rusů padlo kolem stovky, pětinásobek zemřel na kurděje, bojeschopných zůstalo pouze několik málo desítek. Na čchingské straně zahynulo dvaapůl tisíce vojáků a mnoho z doprovodného personálu. Čchingská armáda se v polovině května 1687 stáhla od města na několik kilometrů a začátkem srpna odplula. Rusové tak město uhájili, zadrželi tak čchingskou ofenzívu a posílili svoji pozici na mírových jednáních. Podle Něrčinské mírové smlouvy z roku 1689 však region připadl Čchingům a Rusům nezbylo než jej vyklidit.

## Před bojem

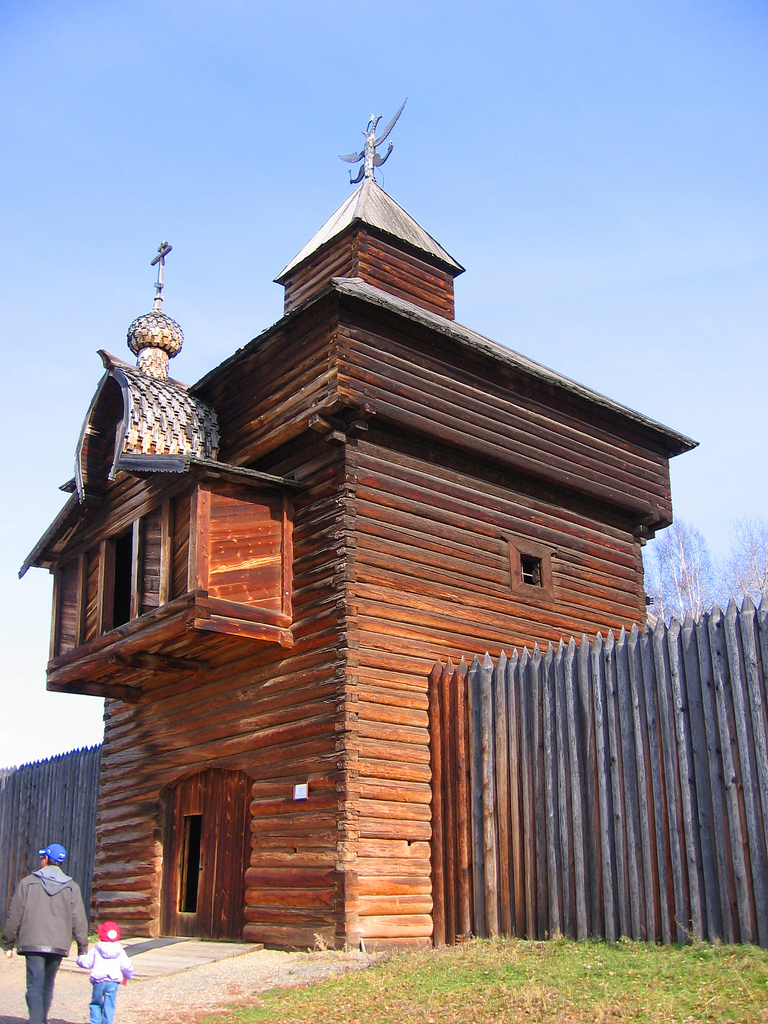
Ukázka opevnění ruských ostrohů v 17. století. Jižní stěna ilimského ostrohu s věží z roku 1667, přemístěná do muzea Talcy u Irkutska.

Mandžuská říše Čching, ovládající od poloviny 17. století Čínu, neuznala připojení Poamuří k Rusku, protože ho považovala za svou sféru vlivu. Začátkem 80. let 17. století začali Čchingové připravovat útok na Rusy na Amuru a v Zabajkalí. Mandžuové naplánovali útok na Albazin, centrum ruského osídlení v Poamuří, v případě úspěchu počítali s postupem na zabajkalský Něrčinsk. Dva roky strávili přípravami – budováním základen a cest, stavbou lodí, shromažďovaním zásob, zpravodajskou činností. Na jaře 1683 přitáhli k ústí Zeji a vybudovali zde pevnost Ajgun, u ústí Kumary pevnost Kumara a ještě jednu mezi nimi. Ve druhé polovině roku 1683 a začátkem následujícího roku čchingské oddíly obsadily ruské ostrohy v povodí Zeji, poté čchingská jízda podnikala nájezdy na ruské území.
Začátkem června 1685 se čchingská armáda vylodila u Albazinu a od 12. června zahájila obležení. Mandžuové měli 4200 mužů včetně 1200 nevojáků, 30 velkých a 15 malých děl; navíc 1000 jezdců dorazilo po břehu. Pouze stovka Mandžuů měla píšťaly, ukořistěné u Rusů, jinak byli vyzbrojeni pouze chladnými zbraněmi. Obránců Albazinu bylo 450, se 3 děly a 300 píšťalami. Po deseti dnech obležení Albazinu Mandžuové zahájili všeobecný útok. Čchingská dělostřelba ničila palisádu, od zápalných šípů shořely sýpky, část obydlí a kostel. Za den bojů zahynula více než stovka obránců a skoro 150 útočníků. Bylo také zničeno jedno ze tří ruských děl. Rusům došly zásoby střelného prachu i kulí. Vojevoda Alexej Tolbuzin proto požádal čchingského velitele Langtana o svolení k odchodu ruské posádky i obyvatel z Albazinu do Něrčinska, což Čchingové přijali.

## Obnova Albazinu

Čchingská ofenzíva v Poamuří v letech 1686–88 (modře, cesta a návrat vyslanců modře čerchovaně) a mongolské útoky (zeleně) a postup Golovinova pluku (červeně; postup menšího oddílu do Něrčinska červeně čerchovaně).

V polovině července 1685 z Něrčinska vyrazil průzkumný oddíl, který zjistil, že čchingská armáda opustila Albazin, na místě našli jen jednoho čínského dezertéra. Podle něho dostala armáda rozkaz urychleně se přesunout na Non a dál na jih, kvůli problémům Mandžuů v Číně; pouze v Ajgunu zanechali pětisetčlennou posádku. Čchingové odešli tak rychle, že nestačili zničit osetá pole v okolí. Sklizeň z polí v okolí Albazinu byla rozhodující pro udržení města, Něrčinsk sám byl totiž zásobován až od Bajkalu, a dovoz potravin z Něrčinska do Albazinu by tak pro větší posádku nepřipadal v úvahu.
Něrčinský vojevoda Ivan Vlasov neprodleně vyslal do Albazinu 200 jízdních kozáků pod velením Afanasije Bejtona a za nimi vyrazil Tolbuzin s větším třísetčlenným oddílem kozáků a lovci, řemeslníky a rolníky. Dne 27. srpna Tolbuzin dorazil k Albazinu a pokračoval v jeho obnově zahájené Bejtonovými lidmi.
Běžným opevněním ruských sibiřských ostrohů byla palisáda, poskytující dostatečnou ochranu proti lukům a šípům sibiřských kmenů. Proti dělostřelectvu ovšem palisáda nestačila. Očekávali-li ruští kozáci boj s nepřítelem vybaveným děly, budovali zemní valy vyztužené dřevěnými konstrukcemi, na Amuru takto opevnili Kumarský ostroh roku 1654. Také nové opevnění Albazinu bylo budováno s ohledem na čchingskou artilérii. Namísto běžné palisády s příkopem Tolbuzinovi a Bejtonovi kozáci vyhloubili příkop a nasypali zemní val široký 8,5 m a vysoký přes 3 m. Na koruně valu zbudovali bojová postavení opevněná hatěmi vymazanými hlínou. Západní strana pevnosti (dlouhá 97 m) přiléhala ke srázu nad řekou, na jižní (přes 75 m) a východní (přes 85 m) straně stály tradiční dřevěné průchozí věže, zatímco severní strana (85 m) byla bez vstupu; v rozích z linie valu vystupovaly menší věže nebo bašty. Albazinská posádka měla na sibiřské poměry relativně silné dělostřelectvo – jeden těžký moždíř, který střílel pudové (16,3 kg) železné koule, osm děl a tři lehké hákovnice. K moždíři a dělům bylo po 40 železných koulích na každé. Nad děly měli velení dva zkušení moskevští dělostřelci. Bylo k dispozici dostatečné množství střeliva – 112 pudů prachu a 60 pudů olova.
Do zimy bylo znova postaveno městečko, obnoveno několik vesnic a sklizena úroda z velké většiny polí, rozlohou více než 1000 ha. Na podzim 1685 měl Tolbuzin v Albazinu 514 kozáků a 155 rolníků a lovců, začátkem roku 1686 už 725 mužů, zatímco v Něrčinsku a okolních ostrozích zůstalo 340 kozáků a stovka lovců a jiných civilistů. Bohatá sklizeň roku 1685 dala Albazinským dostatek obilí na dva roky, do léta 1687.

## Čchingská příprava útoku
Čchingská posádka v Ajgunu pozorně sledovala ruskou aktivitu v Albazinu. Od října 1685 začaly z Ajgunu vyrážet nevelké jízdní oddíly, které útočily na ruské vesnice, zabíjely rolníky, unášely zajatce, ničily zásoby obilí. Tolbuzin proti nim organizoval jízdní kozácké hlídky a v Albazinu byl v neustálé pohotovosti jízdní oddíl pod velením Bejtona, který se v říjnu–listopadu několikrát střetl s čchingskými oddíly. V únoru 1686 odvetou Bejton provedl s třemi sty kozáky výpad k řece Kumaře a zničil tam čchingskou hlídku. Na jaře 1686 se situace v okolí Albazinu uklidnila a ruští rolníci přivedli skot z Něrčinska a oseli asi 500 ha polí.
Čchingský císař Kchang-si přikázal dobýt Albazin, ale neničit ho, nýbrž využít jako základu pro další postup na Něrčinsk. Na dopravu pětitisícové nebo šestapůltisícové armády se 40 děly k Albazinu potřebovali Mandžuové 150 říčních lodí, pozemní cestou přihnali tři tisíce koní. Dříve než armáda dorazili do Albazinu čchingští poslové s císařskými listy vyzývajícími Rusy k odchodu, což bylo shromážděnými kozáky rozhodně odmítnuto. Poté, co ruské hlídky potvrdily přibližování nepřátelské armády, rolníci z okolních vsí se ukryli ve městečku a kozáci zahnali do lesa své stádo o pěti stech koních. Začátkem července 1686 tak měl Tolbuzin v Albazinu k dispozici 826 mužů.

## Obléhání

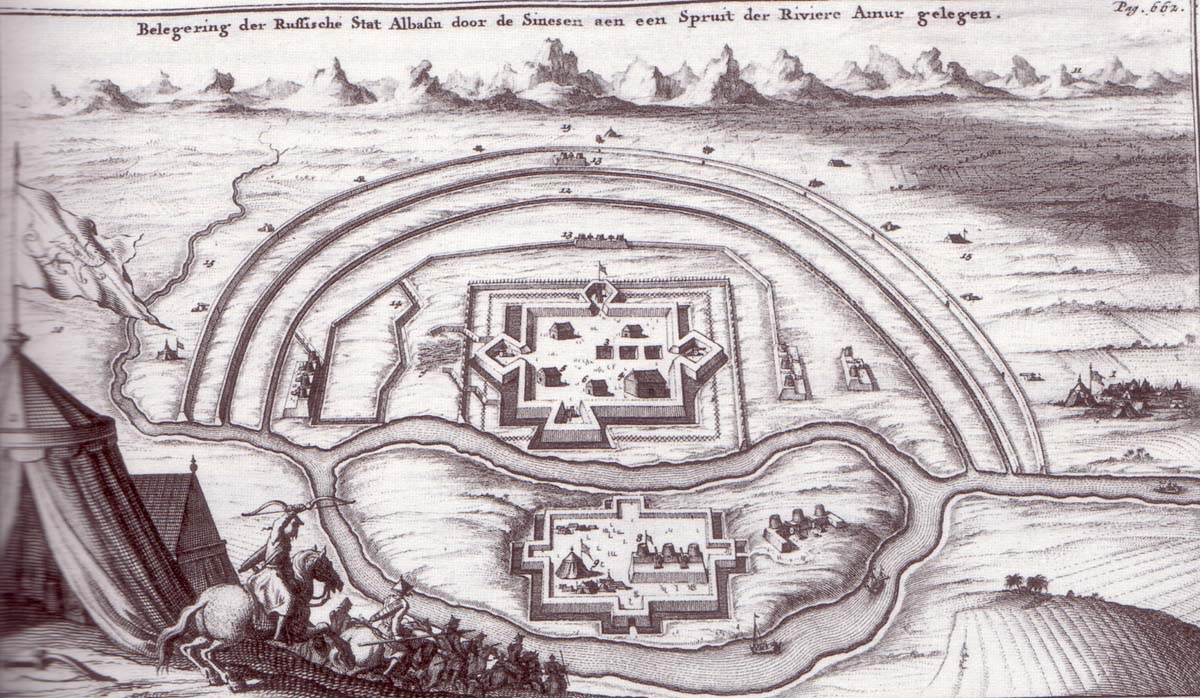
Obležení Albazinu čchingským vojskem. Nizozemská rytina z konce 17. století.

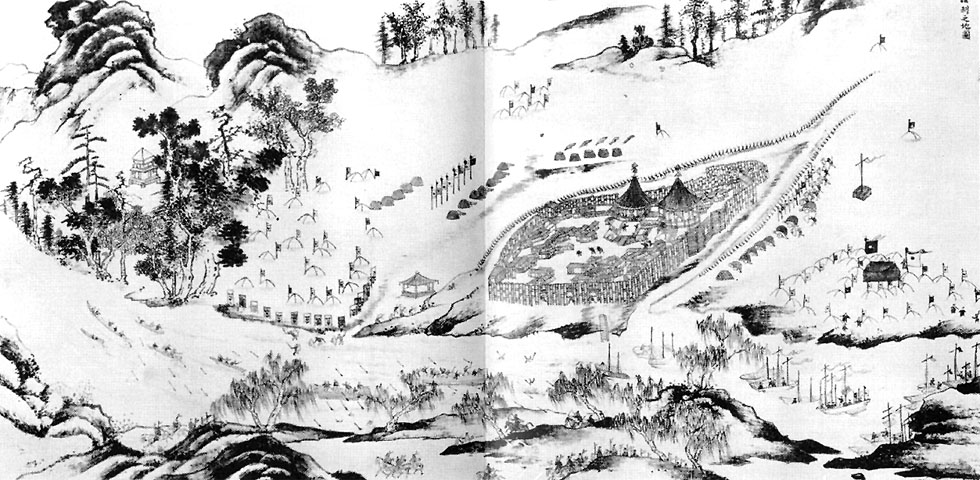
Obležení Albazinu čchingským vojskem, čínská kresba z konce 17. století

Čchingské loďstvo se před Albazinem objevilo 7. července 1686. Proti vyloďujícím se čchingským vojákům podnikli Rusové výpad, který vedl Bejton. Útok kozáků podpořený palbou pevnostních děl dezorganizoval čchingské vojsko a k obnovení pořádku a vytěsnění Rusů zpět do pevnosti byl třeba osobní zásah Langtana. Čchingové hodlali, podobně jako předešlého roku, rychle zlomit odpor obránců silnou dělostřelbou, ta ale neměla očekávaný výsledek, protože mandžuské dělové koule se neškodně zarývaly do valu. Několik dní po začátku bojů zahynul i Tolbuzin. Když 12. července pozoroval nepřátele z bašty, dělová koule mu odervala nohu; zemřel o čtyři dny později. Velení v Albazinu po něm převzal Bejton. V noci na 14. června Mandžuové podnikli všeobecný útok z říční a severní strany, Albazinci nejen odolali, ale provedli i výpad, při němž se probojovali až k nepřátelskému táboru u řeky.
Poté, co Rusové odolali náporu prvních týdnů, přikázal císař Kchang-si přejít k dlouhodobému obléhání. Mandžuové kolem Albazinu postavili čtyři tábory ze zemljanek, Albazin ve vzdálenosti 400 m obkroužili zákopy a valy. Za valy Mandžuové nasypali čtyři 15 m vysoké plošiny pro děla, aby mohli střílet i do pevnosti. Jednu baterii umístili i na ostrov na Amuru proti říční straně pevnosti. S obsluhou děl jim pomáhalo dvacet holandských jezuitů. Nad Albazinem vybudovali Mandžuové přístav, naproti na opačné straně řeky opevněný tábor. Obránci se před dělostřelbou museli ukrývat v podzemních úkrytech.
Jakmile se na Amuru objevil led, Mandžuové své lodě stáhli z řeky do zátoky. Bejton toho v noci na 12. října využil k vyslání tříčlenné hlídky v loďce do Něrčinska. Hlídka v Něrčinsku ohlásila, že Albazinci zatím podnikli pět výpadů (zvláště úspěšný byl výpad v noci na 16. srpna, kdy Rusové téměř obsadili mandžuskou hlavní severní baterii), zabili 150 vojáků nepřítele a sami ztratili 65 mužů. Největším problémem obránců byly kurděje, na které do počátku října zemřelo 50 lidí.
Dne 1. září Čchingové podnikli mohutný útok všemi silami, který neuspěl; zkusili se pod val podkopat, ale Rusové podkop odhalili a sami ho vyhodili do povětří. V říjnu 1686 Mandžuové podnikli poslední a nejzuřivější útok, s armádou posílenou na 10 tisíc mužů. K pevnosti se přibližovali ukryti za dvěma pohyblivými „dřevěnými hradbami“, kterými chtěli zasypat příkop a vyšplhat po nich na valy. Rusové podnikli výpad a jednu hradbu podpálili; druhou vyhodili do povětří s pomocí podkopu; Mandžuové pomocí katapultů ostřelovali pevnost dřevěnými poleny, obránci je využili jako otop. V důsledku bojů k začátku prosince 1686 padlo kolem stovky Rusů, zato na kurděje jich zahynulo více než 500, naživu zůstalo jen 150 kozáků, z nich však jen 30 mužů a 15 mladíků bylo schopných strážní služby, ostatní leželi kvůli kurdějím. Sám Bejton se kvůli opuchlým nohám pohyboval jen o berlích.
S přiblížením zimy, objevením se ledu na Amuru a následným přerušením říční dopravy vznikly u Čchingů problémy se zásobováním. Boje ztratily na intenzitě a z obléhání se stalo soupeření v odolnosti; čchingská armáda měla totiž také kromě padlých v bojích i nemalé ztráty způsobené hladem a nemocemi. Celkově přišla o dvaapůl tisíce vojáků a mnoho nevojenského personálu.

## Příměří a Něrčinský mír

Ruské (růžově) a čchingské (modře) území k počátku roku 1689 a hranice podle Něrčinské smlouvy (černě). Červeně vyznačen ruský návrh hranice na Amuru a světle modře čchingský požadavek hranice u Bajkalu.

Koncem října 1686 do Pekingu dorazili ruští vyslanci, úředníci Posolského prikazu Nikifor Veňukov a Ivan Favorov, s návrhem na příměří a mírová jednání. Čchingský císař, pod dojmem úporné obrany Albazinu, souhlasil v očekávání úspěchu u jednacího stolu. Zpráva o uzavření příměří došla k Albazinu počátkem prosince. Čchingská armáda poté zastavila ostřelování, ale neodtáhla od města, s tím, že odchod je možný až po roztání řeky. Poté sice pouštěli Rusy k Amuru pro vodu a propouštěli i malé skupiny kozáků (maximálně kolem deseti mužů) z Něrčinska se skotem a zásobami, ale bránili Rusům jít do lesa pro borové chvojí (vývar byl prostředkem proti kurdějím). Na jaře do mandžuského tábora dorazili dva lékaři s léky, vyslaní na pomoc vojákům čchingským císařem. Mandžuové – podle císařského rozkazu – nabídli lékařskou pomoc i Rusům, ale Bejton odmítl s tím, že není třeba. O Velikonocích pak do tábora hladovějících obléhatelů demonstrativně poslal obrovský pudový (16,3 kg) pšeničný koláč. Zásob obilí měli totiž Rusové zřejmě ještě cca tisíc pudů (1,6 tuny).
Až začátkem května 1687 se čchingské vojsko stáhlo na 4 km od Albazinu. V tu dobu zůstalo naživu jen 66 kozáků. Rusové poté mohli vycházet z města, Mandžuové jim však bránili v osetí polí. Koncem srpna 1687 čchingské vojsko konečně odplulo k Ajgunu. Přitom Rusům zakázali ničit čchingské obléhací valy a tábory. Po odchodu Mandžuů Rusové obnovovali město, připravovali se k osevu, z Něrčinska přišel posilový oddíl. K podzimu 1689 bylo v Albazinu už kolem stovky kozáků.
Navzdory příměří se čchingské oddíly znovu objevily pod Albazinem v červenci 1688, na podzim 1688 zničily úrodu, na jaře 1689 prováděly průzkum a v srpnu 1689 znovu spálily pole, takže Albazin musel být zásoben potravinami z Něrčinska. Zničení úrody v letech 1688 a 1689 vážně ohrozilo plán carského vyslance Fjodora Golovina na uskutečnění jednání s čchingskými vyslanci v Albazinu. Vzhledem k nejisté politické situaci v Mongolsku a neochotě vyostřovat vztahy s říší Čching proto nakonec mírová rusko-čchingská jednání proběhla v Něrčinsku.
Podle Něrčinské mírové smlouvy uzavřené v srpnu 1689 Rusko Albazin odstoupilo říši Čching. V září 1689 proto Rusové zahájili evakuaci Albazina, na zimu ji přerušili, a dokončili v srpnu 1690. Vzali s sebou veškeré jmění, výzbroj a výstroj a zničili město i jeho opevnění. Přestože byl Albazin mírovou smlouvou ztracen, úspěšná obrana Albazinu v letech 1686–1687 zabránila říši Čching v postupu do hloubi ruských zemí, posílila ruskou pozici při jednáních o míru v Něrčinsku a přiměla ji ke vzdání se nároků na další ruská území.